# Noto (Włochy)
Noto – miejscowość i gmina we Włoszech, w regionie Sycylia, w prowincji Syrakuzy. Według danych z roku 2008 gminę zamieszkiwało 23 548 osób. Późnobarokowe centrum miasta jest wpisane na Listę światowego dziedzictwa UNESCO. Siedziba rzymskokatolickiej diecezji Noto.
W miejscowości jest stacja kolejowa Noto.

## Historia
Pierwsza osada założona przez Sykulów i nosiła nazwę Netum lub Neetum. Ruiny starożytnego Netum (Noto Antica) znajdują się 8 km na północ od dzisiejszego miasta Noto. W traktacie po porażce z Republiką Rzymską Neetum jest wspomniane jako miasto podległe tyranowi Syrakuz Hieronowi II.
W 1091 Roger I zajął miasto, które było ostatnim arabskim punktem oporu.
Po całkowitym zniszczeniu przez trzęsienie ziemi w 1693 roku – odbudowane w nowym miejscu od podstaw, ok. 12 km na południe od dotychczasowej lokalizacji.
Wskutek błędów konstrukcyjnych popełnionych podczas renowacji katedry – w 1996 r. zawalił się dach kościoła katedralnego. Z powodu późnej pory nocnej, w środku nikogo nie było i nikt nie ucierpiał.

## Zdjęcia

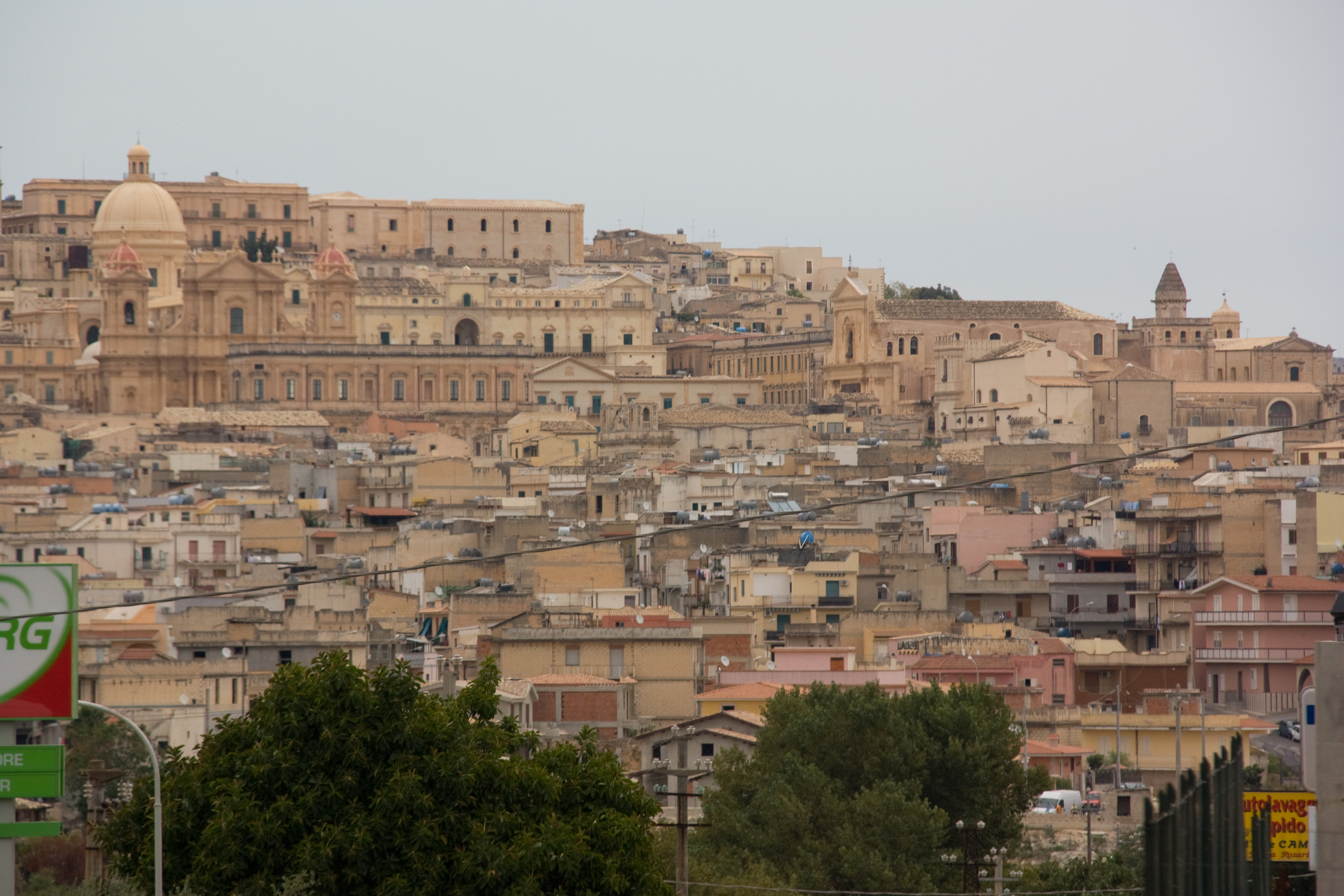
Historyczne centrum miasta
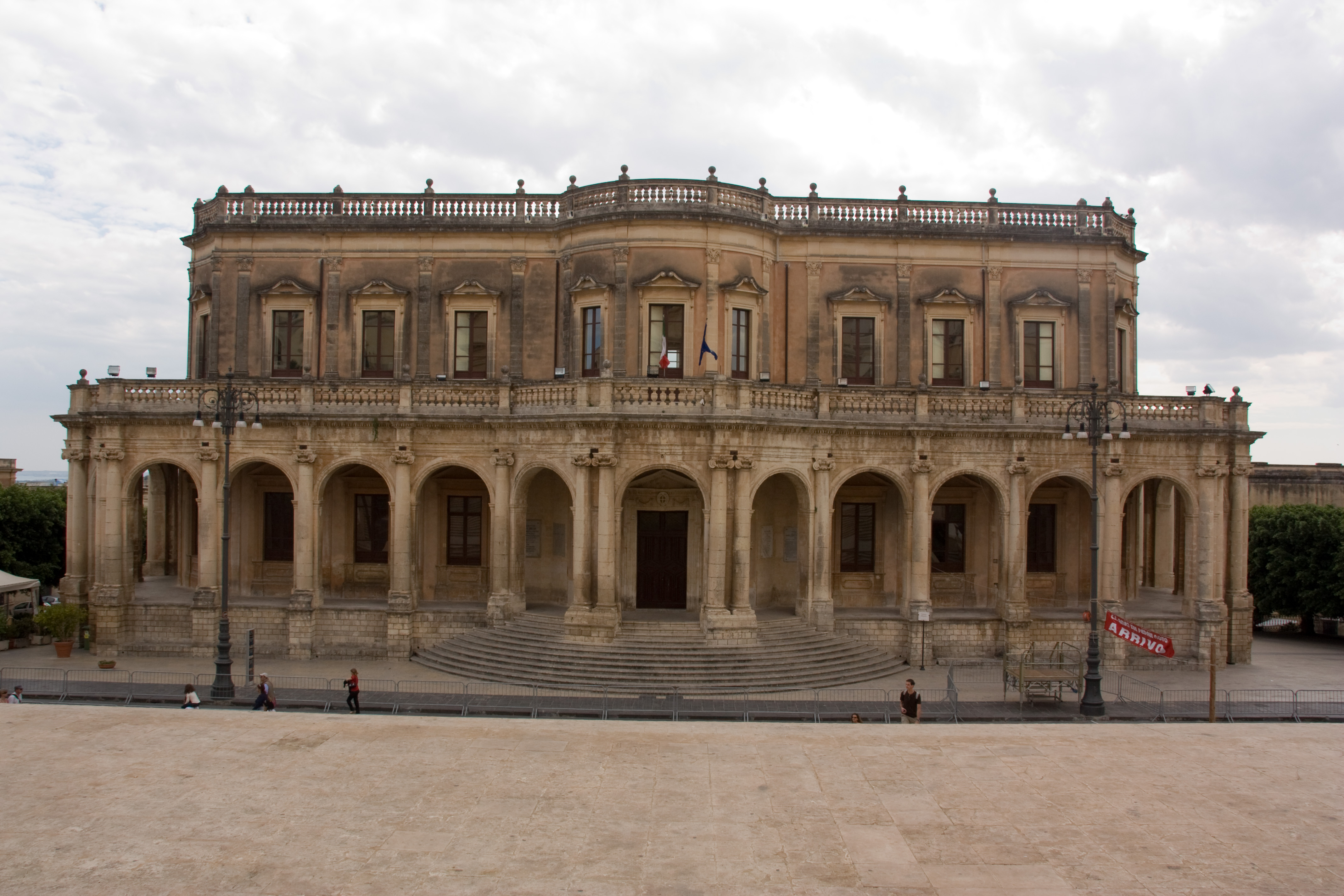
Palazzo Ducezio
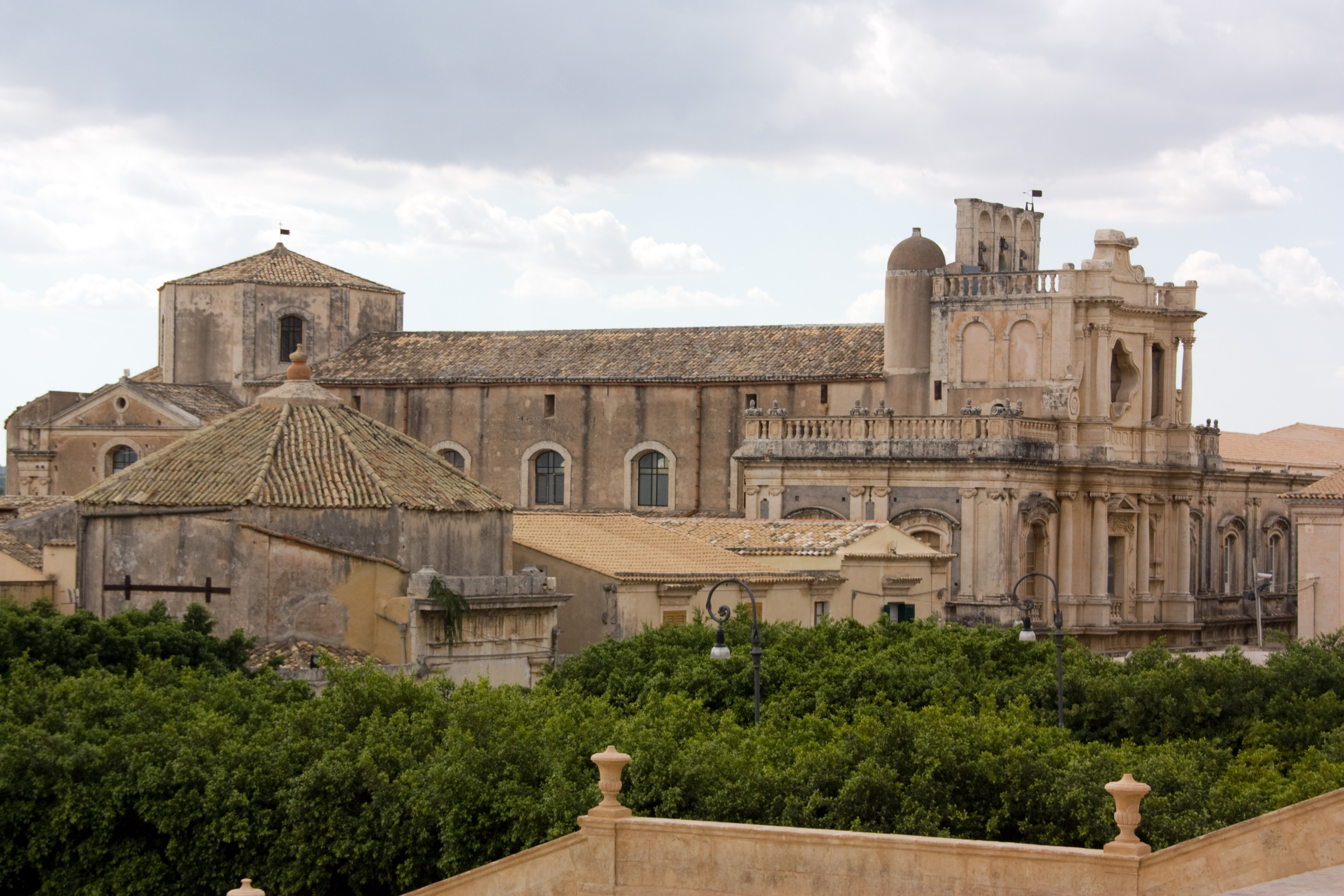
Kościół Karola Boromeusza
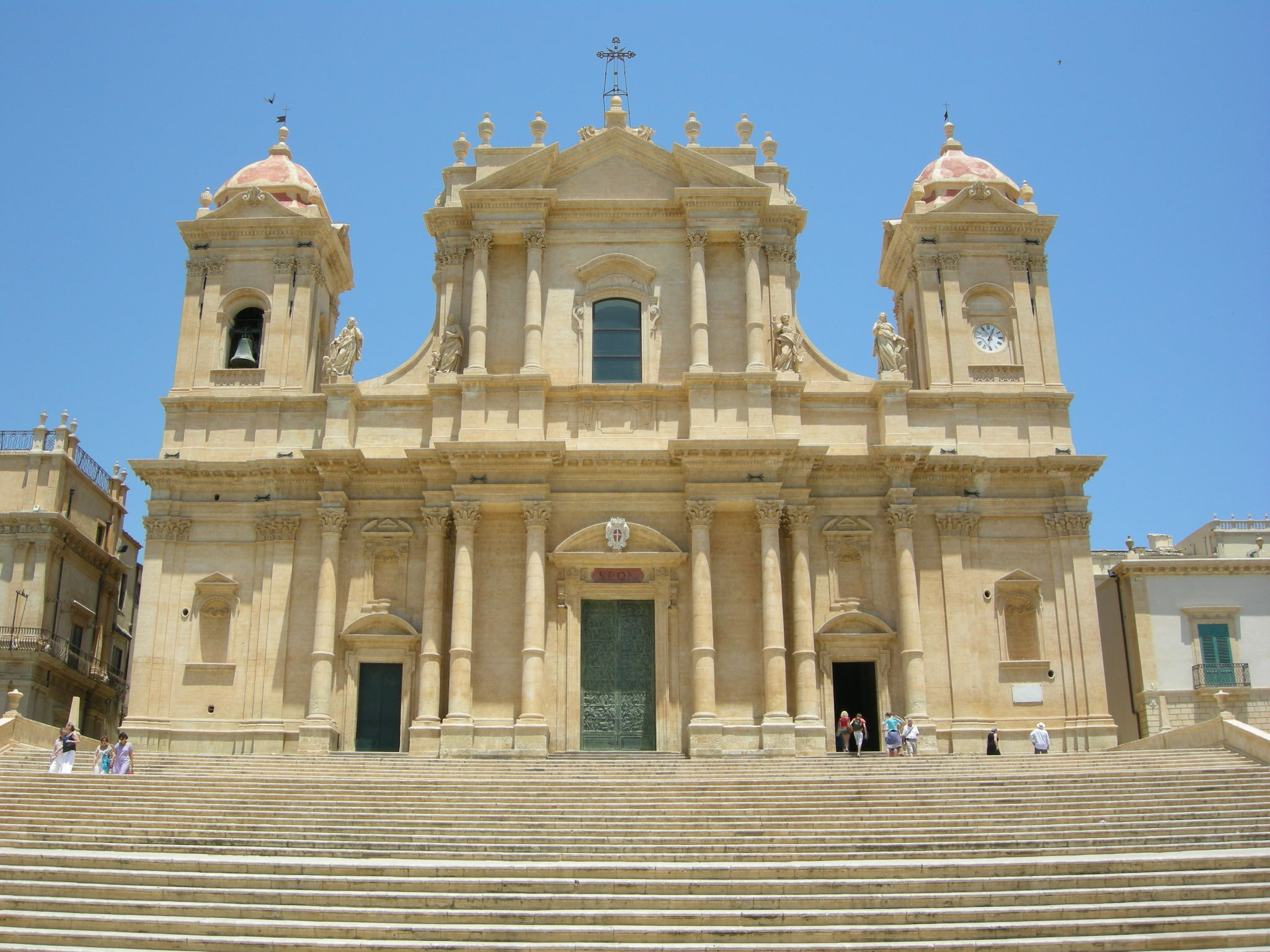
Katedra św. Mikołaja w Noto po odbudowie